# Стрічкарка червоно-жовта
Стрічкарка червоно-жовта (Catocala diversa) — вид комах з родини Noctuidae. Один з 240 видів роду, один з 18 видів фауни України.

## Морфологічні ознаки
Розмах крил — 34–49 мм. Основний фон передніх крил коричнювато-сірий з чорними поперечними смугами та білувато-сірою оторочкою. Задні крила червонувато-жовті або оранжеві з чорними внутрішньою медіальною смугою і зовнішнім краєм. Поблизу вершинного кута маленька жовта пляма, оторочка біля неї жовто-біла, решта оторочки сіра.

## Поширення
Вид поширений у Південній Європі, локально в Центральній Європі (Карпати, Балкани), Малій Азії, в Україні — південний берег Криму.

## Особливості біології
Дає 1 генерацію на рік. Зимують яйця. Гусінь живиться листям дуба (переважно на молодих деревах) з квітня до червня. Літ імаго відбувається з червня до початку вересня.

## Загрози та охорона
Загрози: імовірно, застосування пестицидів для знищення шкідників лісу.
Охороняється у комплексі з іншими видами у ПЗ пд. берега Криму. Слід заборонити хімічну обробку лісів та парків.